# Adolf Philipp (Märtyrer)
Adolf Philipp (* 5. Januar 1885 in Zabolotje bei Lepel, Gouvernement Witebsk, Russisches Kaiserreich; † nach August 1937 Solowezki-Inseln, Sowjetunion) war ein russlanddeutscher römisch-katholischer Geistlicher und Märtyrer.

## Leben
Adolf Philipp studierte Theologie in Sankt Petersburg und wurde 1909 von Antoni Malecki zum Priester geweiht. Die Stationen seines Wirkens waren: Witebsk, 1912 Lumintschu, dann Luga, 1919 Samoschu (Dekanat Borisow). Am 18. Dezember 1926 wurde er in Witebsk verhaftet und am 10. Januar 1927 zu 10 Jahren Gulag verurteilt. Am 8. Oktober kam er auf die Solowezki-Inseln und im Juli 1929 auf die Insel Anser. 1932 wurde er erneut verhaftet, im Januar 1937 freigelassen, im August 1937 in Witebsk neuerlich verhaftet und dann zu einem unbekannten Zeitpunkt auf den Solowezki-Inseln erschossen.

## Gedenken
Die Römisch-katholische Kirche in Deutschland nahm Pfarrer Adolf Philipp als Märtyrer in das deutsche Martyrologium des 20. Jahrhunderts auf.